# Sorbier
Sorbier é uma comuna francesa na região administrativa de Auvérnia-Ródano-Alpes, no departamento Allier. Estende-se por uma área de 17,22 km². Em 2010 a comuna tinha 322 habitantes (densidade: 18,7 hab./km²).